# Campeonato Goiano 2017
In 2017 werd het 74ste Campeonato Goiano gespeeld voor voetbalclubs uit Braziliaanse staat Goiás. De competitie werd georganiseerd door de FGF en werd gespeeld van 28 januari tot 7 mei. Goiás werd kampioen.

## Eerste fase
De clubs werden verdeeld over twee groepen. De clubs uit groep A speelden heen en terug tegen de clubs uit groep B en daarna nog eens één keer tegen de clubs uit de eigen groep. De twee groepswinnaars gaan door naar de halve finale, alsook de twee beste niet-winnaars ongeacht hun groep. De twee laatste in het klassement degraderen. 

### Groep A
| Plaats | Club      | Wed. | W | G | V | Saldo | Ptn. |
| ------ | --------- | ---- | - | - | - | ----- | ---- |
| 1.     | Goiás     | 14   | 6 | 5 | 3 | 23:17 | 23   |
| 2.     | Vila Nova | 14   | 6 | 4 | 4 | 16:15 | 22   |
| 3.     | Iporá     | 14   | 4 | 6 | 4 | 11:12 | 18   |
| 4.     | Itumbiara | 14   | 3 | 8 | 3 | 18:18 | 17   |
| 5.     | CRAC      | 14   | 1 | 6 | 7 | 11:20 | 9    |

|  | Geplaatst voor tweede fase |
|  | Degradatie                 |

### Groep B
| Plaats | Club                | Wed. | W | G | V | Saldo | Ptn. |
| ------ | ------------------- | ---- | - | - | - | ----- | ---- |
| 1.     | Aparecidense        | 14   | 7 | 4 | 3 | 18:12 | 25   |
| 2.     | Atlético Goianiense | 14   | 6 | 4 | 4 | 20:13 | 22   |
| 3.     | Anápolis            | 14   | 3 | 8 | 3 | 11:14 | 17   |
| 4.     | Rio Verde           | 14   | 3 | 6 | 5 | 16:20 | 15   |
| 5.     | Goianésia           | 14   | 2 | 7 | 5 | 16:19 | 13   |

|  | Geplaatst voor tweede fase |
|  | Degradatie                 |

## Tweede fase
|  | halve finale        | halve finale | halve finale | halve finale |  |           | finale | finale | finale | finale |
|  |                     |              |              |              |  |           |        |        |        |        |
|  |                     |              |              |              |  |           |        |        |        |        |
|  | Vila Nova           | 2            | 2            | 4            |  |           |        |        |        |        |
|  | Aparecidense        | 1            | 2            | 3            |  |           |        |        |        |        |
|  |                     |              |              |              |  | Vila Nova | 0      | 0      | 0      |        |
|  |                     |              |              |              |  | Goiás     | 3      | 1      | 4      |        |
|  | Atlético Goianiense | 1            | 0            | 1            |  |           |        |        |        |        |
|  | Goiás               | 2            | 0            | 2            |  |           |        |        |        |        |

Details finale
|               |           |                                                        |       |                                                     |
| 30 april Heen | Vila Nova | 0 – 3                                                  | Goiás | Estádio Serra Dourada, Goiânia Toeschouwers: 20.895 |
| 30 april Heen |           | 45+2' (own) Alemão 67' Tiago Luís 90+1' Carlos Eduardo |       | Estádio Serra Dourada, Goiânia Toeschouwers: 20.895 |

| Vila Nova | Goiás |

|             |                 |       |           |                                                     |
| 7 mei Terug | Goiás           | 1 – 0 | Vila Nova | Estádio Serra Dourada, Goiânia Toeschouwers: 25.049 |
| 7 mei Terug | Jean Carlos 39' |       |           | Estádio Serra Dourada, Goiânia Toeschouwers: 25.049 |

| Goiás | Vila Nova |

## Kampioen
| Campeonato Goiano de 2017  |
| Goiás                      |
| -------------------------- |
| GOIÁS Kampioen (27° titel) |